# دوري توفالو لكرة القدم 2008
دوري توفالو لكرة القدم 2008 هو موسم من دوري توفالو لكرة القدم. فاز فيه Nauti F.C. ‏.